# Hydrachna hesperia
Hydrachna hesperia är en kvalsterart som beskrevs av Lundblad 1934. Hydrachna hesperia ingår i släktet Hydrachna och familjen Hydrachnidae. Inga underarter finns listade i Catalogue of Life.